# Valla och Gålby
Valla och Gålby är en av SCB avgränsad och namnsatt småort i Kinda kommun, Östergötlands län. den omfattar bebyggelse i de två grannbyarna i Kättilstads socken.